# Партизанска болница Шипковица
Партизанска болница код села Шипковице на планини Плачковица основана је за лечење рањених партизана страдалих током осовинске Пролећне офанзиве 1944. године.

## Историјат
Болница је основана у пролеће 1944. године наредбом Главног штаба НОВ и ПО Македоније за збрињавање рањеника страдалих током осовинске Пролећне офанзиве. Разлог за оснивање болнице је био што је транспорт тешких рањеника из мобилне болнице Оперативног штаба из Грчке кроз Источну Македонију онемогућавао већу мобилност партизанских јединица. Одмах по одласку јединица Оперативног штаба из рејона планине Плачковица, јединице 17. бугарске дивизије откриле су део болнице у којој је било смештено 11 тешко рањених партизана, од којих је само један успео да преживи.
У болници су радили лекари Ђорђи Камчев и Страхил Панов. Мештани Дане Трајков и његов син Јордан Трајков, под заштитом Плачковичког одреда, такође су имали велике заслуге за збрињавање рањених војника. У јуну 1944. године Дане Трајков је заједно са сином Јорданом и још једним сусељаном био ухапшен од фашиста. Дана 7. јула 1944. године Дане је стрељан у селу Еренџе на планини Плачковици, док су друга двојица успела да побегну.

## Меморијални парк
2014. године, поводом прославе 70. годишњице ослобођења Радовиша, локална власт и борачка организација уредили су простор око некадашње партизанске болнице и претворили га у спомен-парк у којем се сваке године на Дан борца, 7. јула, окупља на стотине грађана да одају почаст Данету Трајкову.

## Галерија
- Објекат болнице
- Спомен-плоча на зиду зграде
- Споменик у дворишту болнице